# Нуклід
Нуклід — загальна назва атомних ядер і атомів, різновид атома, що характеризується числом протонів (порядковий атомний номер) та числом протонів і нейтронів разом (масове число).
Визначення за IUPAC: Вид атомів, що характеризується певним масовим числом, атомним номером і енергетичним станом ядер і має час життя, достатній для спостереження.
Позначається символом хімічного елемента з індексами: {\displaystyle \ _{Z}^{A}{\text{X}}} , де А = Z + N — масове число; Z, N — відповідно, число протонів і нейтронів у ядрі.
Тобто, нуклідний символ — символ нукліда елемента, біля якого стоїть масове число, як передній суперскрипт і атомний номер, як передній субскрипт.
Для йонів заряд дається як задній суперскрипт. Наприклад, нуклідний символ хлорид-йона 3517Cl–, де 35 — масове число, 17 — атомний номер, заряд — –1. Атомний номер часто в таких символах пропускається.
Радіоактивні ядра і атоми називаються радіонуклідами.